# Xã Mount Vernon, Quận Davison, Nam Dakota
Xã Mount Vernon (tiếng Anh: Mount Vernon Township) là một xã thuộc quận Davison, tiểu bang Nam Dakota, Hoa Kỳ. Năm 2010, dân số của xã này là 189 người.